# Koirasaari (ö i Norra Österbotten, Oulunkaari)
Koirasaari är en ö i Finland. Den ligger i sjön Utajärvi, sydväst om kanalen och i kommunen Utajärvi i den ekonomiska regionen  Oulunkaari  och landskapet Norra Österbotten, i den centrala delen av landet, 500 km norr om huvudstaden Helsingfors. Öns area är omkring 970 kvadratmeter och dess största längd är 40 meter i öst-västlig riktning.